# Чуния
Чуния (лат. Chunia) — монотипный род растений семейства Гамамелисовые (Hamamelidaceae). Включает единственный вид — Чуния букландиевидная (Chunia bucklandioides).

## Ботаническое описание
Вечнозелёное дерево, до 20 м высотой.
Листья кожистые, цельные или трёхлопастные, с двумя прилистниками.
Цветки собраны в початковидный колос. Тычинок восемь. Завязь нижняя, рыльца почти сидячие, в каждом гнезде по шесть семязачатков.

## Распространение
Эндемик Китая: встречается только на острове Хайнань.